# Devalapura, Tumkur
Devalapura là một làng thuộc tehsil Tumkur, huyện Tumkur, bang Karnataka, Ấn Độ.